# Escudo cabo-verdiano
O escudo cabo-verdiano  (ISO 4217: CVE, abreviado como $ ou Esc) é a unidade monetária oficial de Cabo Verde desde 1914, quando substituiu o então utilizado real de Cabo Verde.

## História
A moeda cabo-verdiana esteve, desde meados de 1998 e até à criação do euro, indexada ao escudo português em resultado de um acordo de cooperação cambial com Portugal, que garantia a convertibilidade a uma paridade fixa em escudos portugueses e que criava igualmente uma linha de crédito com a finalidade de reforçar as reservas cambiais de Cabo Verde. A cotação fixa em relação ao escudo português era de 1 PTE = 0,55 CVE.
Está atualmente indexada ao euro, o que significa que sua cotação em relação a outras moedas depende da variação cambial do euro. A cotação fixa em relação ao euro é de €1 = 110$265.

## Cédulas e moedas
Existem atualmente cinco denominações de cédulas em circulação: 200$00, 500$00, 1000$00, 2000$00 e 5000$00. As notas de 500$00, 1000$00, 2000$00 e 5000$00 escudos são todas impressas em substrato de algodão, e a nota de 200 escudos, em substrato de polímero. Já as moedas em circulação têm as seguintes denominações: 1$00, 5$00, 10$00, 20$00, 50$00 e 100$00, reproduzidas em 3 séries.